# Idiopathische Hypersomnie
Die Idiopathische Hypersomnie ist eine seltene Schlafstörung aus der Gruppe der Hypersomnien. Trotz verlängertem Nachtschlaf kommt es bei den Betroffenen tagsüber zu ungewolltem, nicht vermeidbarem Einschlafen mit ausgedehnten, nicht erholsamen oder auch meist erschöpfenden Schlafepisoden. Die Erkrankung hat für die Patienten erhebliche negative Auswirkungen im sozialen Umfeld und im Beruf.
Merkmal der Hypersomnie ist die exzessive Tagesschläfrigkeit, die nicht durch die verlängerte Schlafdauer erklärbar ist. Die Übergangszeiten nach dem Aufwachen bis zum Wachzustand sind typischerweise durch Schlaftrunkenheit gekennzeichnet.
Nach dem Klassifikationssystem für Schlafstörungen ICSD-2 werden die beiden Formen Idiopathische Hypersomnie mit langer Schlafzeit und Idiopathische Hypersomnie ohne lange Schlafzeit unterschieden.

## Verbreitung
Angaben zur Prävalenz beruhen laut Orphanet, einer Datenbank für seltene Krankheiten, auf unsicheren Schätzungen. Für die Form mit langer Schlafzeit werden 1:10.000 bis 1:25.000 angegeben, für die Form ohne lange Schlafzeit 1:11.000 bis 1:100.000. Männer und Frauen sind etwa gleich häufig betroffen. Die Erkrankung beginnt oft im jungen Erwachsenenalter.
Im Vergleich zu der ebenfalls zu den Hypersomnien zentralnervösen Ursprungs zählenden Narkolepsie tritt die Krankheit damit wesentlich seltener auf.

## Ursache und Krankheitsentstehung
Die Ursache der Idiopathischen Hypersomnie ist unbekannt. Der Orexin/Hypocretin-Spiegel ist normal und es gibt keine damit verbundenen HLA-Merkmale.

## Klinische Erscheinungen und Symptome

### Idiopathische Hypersomnie mit langer Schlafzeit
In der Anamnese fällt der auf mehr als 10 Stunden verlängerte Nachtschlaf auf. Tagsüber kommt es bei konstanter exzessiver Tagesschläfrigkeit zu nicht vermeidbaren und nicht erholsamen Schlafepisoden. Diese zusätzlichen Schlafepisoden können mehrere Stunden andauern. Es bestehen Schwierigkeiten beim Aufwachen mit Schlaftrunkenheit und Morgensteife nach dem Nachtschlaf und auch nach den zusätzlichen Schlafepisoden.

### Idiopathische Hypersomnie ohne lange Schlafzeit
In der Anamnese fällt die exzessive Tagesschläfrigkeit mit nicht vermeidbarem Einschlafen tagsüber auf. Diese Schlafepisoden werden von den Betroffenen für wenig erholsam gehalten, wobei die Tagesschläfrigkeit weiter bestehen bleibt. Der Nachtschlaf ist nicht oder nur bis etwa 10 Stunden verlängert.
Schlafparalyse und hypnagoge Halluzinationen können bei beiden Formen der Krankheit auftreten, des Weiteren sind sie oft mit autonomen Dysfunktionen wie der
Orthostatischen Hypotonie verbunden.

## Untersuchungsmethoden
Bei der Diagnose muss zunächst die vermehrte Schlafdauer als solche erkannt werden. Danach sind zahlreiche andere mögliche Ursachen für Schläfrigkeit auszuschließen.
Die Bewertung des Schweregrads der Hypersomnie über die Stufen leicht, mittel und schwer berücksichtigt als Kriterien die  Häufigkeit unfreiwilliger Einschlafepisoden, die Bedingungen, unter denen diese auftreten und die soziale und berufliche Beeinträchtigung.

### Diagnostik
Wenn der in der Anamnese festgestellte Zustand seit mindestens 3 Monaten anhält, wird zur weiteren Diagnose im Schlaflabor die Polysomnographie und der Multiple Schlaflatenztest verwendet. Evidenzbasierte Literatur zur Diagnostik mittels dieser Methoden fehlt. Die Anwendung dient der Differentialdiagnostik.
Die Idiopathische Hypersomnie ist eine seltene Schlafstörung, die mangels eines diagnostischen Goldstandards über eine Ausschlussdiagnose festgestellt wird. Ähnlich ist z. B. das Subvigilanz-Syndrom.

### Differentialdiagnostik
Durch Auswertung eines Schlaftagebuches und durch Aktigraphie kann chronisch zu wenig Schlaf als Ursache für die Tagesschläfrigkeit ausgeschlossen werden. Durch Auswertung der Polysomnographie werden die Narkolepsie, Zirkadiane Schlaf-Wach-Rhythmusstörungen und fragmentierter Nachtschlaf als Folge von schlafbezogenen Atmungsstörungen (wie den Formen des Schlafapnoe-Syndroms) und schlafbezogenen Bewegungen (wie Restless-Legs-Syndrom, Periodic Limb Movement Disorder) ausgeschlossen. Psychologische Untersuchung und neuro-radiologische Untersuchungen dienen dem Ausschluss weiterer Ursachen.
HLA- und Hypokretinbestimmung sind nicht dienlich.
Die Idiopathische Hypersomnie ist nie mit Kataplexie verbunden.

## Behandlung
Hinsichtlich der Tagesschläfrigkeit profitieren etwa 75 % der Patienten von Stimulanzien, nicht jedoch hinsichtlich der Schlaftrunkenheit.

## Prognose
Die Symptome bleiben laut Orphanet im Verlauf stabil.
Die Krankheit hat erhebliche, negative Auswirkungen sowohl hinsichtlich des Erwerbslebens als auch auf andere Aspekte der Teilhabe am Leben in der Gemeinschaft. Die Leitlinie nennt ausdrücklich beruflichen und sozialen Abstieg als häufige Folgen.  Idiopathische Hypersomnie weist ein gleiches Handikap wie Narkolepsie auf.

## Forschungsbedarf
Epidemiologische Erhebungen, Daten zu Auslösern, Genetik und Verlauf und Therapiestudien nach den Qualitätskriterien der evidenzbasierten Medizin fehlen. Das Überlappen einzelner klinischer Merkmale zwischen der Idiopathischen Hypersomnie und der Narkolepsie wurde wiederholt festgestellt, jedoch bisher nicht erklärt.